# Hu Nim
Hu Nim  (* 27. Juli 1932 in Prey Chhor; † 7. Juli 1977 in der Nähe von Phnom Penh) war ein kambodschanischer Politiker und galt als einer der Führungskader der Roten Khmer.

## Leben
Hu Nim wurde in Prey Chhor, einem Bezirk der Provinz Kampong Cham, geboren. Nach Abschluss der Oberschule ging er 1955 nach Paris und erwarb eine Lizenz der Juristischen Fakultät. Zunächst schloss er sich der Sangkum-Partei von Norodom Sihanouk an und vertrat 1958, 1962 und 1966 die Provinz Kampong Cham als Abgeordneter im Parlament. 1965 promovierte Hu Nim über Der mit der Wirtschaft betraute öffentliche Dienst Kambodschas, wobei er das Modell der chinesischen Kommunisten über die Klassenstruktur auf dem Lande abhandelte. 
1964 trat er der chinesisch-kambodschanischen Freundschaftsgesellschaft bei und wurde ihr Vorsitzender. Nach Auflösung der Gesellschaft ging Hu Nim im Oktober 1967 in den Untergrund und schloss sich den Roten Khmer unter Pol Pot an. Nach der Machtergreifung der Kommunisten 1975 in Phnom Penh erhielt Hu Nim den Ministerposten für Information und Propaganda und gehörte zu den gemäßigten Kräften innerhalb der Angka (zu deutsch: Die Organisation), hinter der sich das Politbüro und die Kommunistische Partei Kambodschas verbargen.
Am 17. Januar 1977 wurde das ZK-Mitglied Hu Nim bei einem Empfang in der albanischen Botschaft zum letzten Mal offiziell erwähnt und am 10. April 1977 in das zum Gefängnis umgewandelte ehemalige „Lycee Tuol-Sleng“ eingeliefert. Die Gründe dafür liegen bis heute im Dunkeln; vermutlich sympathisierte Hu Nim mit der pro-vietnamesischen Fraktion innerhalb der kambodschanischen Kommunisten, die zu der Zeit an Umsturzplänen gegen das Pol-Pot-Regime arbeiteten, und fiel einer der zahlreichen Säuberungswellen innerhalb der Roten Khmer zum Opfer. 
Hu Nim wurde in Tuol Sleng gefoltert und soll „drei Bände voll“ gestanden haben. Er verriet unter Folter die Namen von 91 angeblichen Mitgliedern seiner „Fraktion“. Nach langen Torturen wurde Hu Nim am 7. Juli 1977 vor ein Massengrab geführt und hingerichtet.